# 高松市立香東中学校
高松市立香東中学校（たかまつしりつ こうとうちゅうがっこう）は、香川県高松市円座町にある市立中学校。

## 概要
高松市西部、香東川の右岸に位置し、川岡地区、円座地区、檀紙地区、鶴尾地区(一部)の4地区に及ぶ広大な校区を有する。

## 学校データ
- 生徒数：604人（2010年度[1]）

学校施設（2009年5月1日時点）
- 普通教室：23教室
- 特別教室：14教室
- 校舎面積：5726m2
- 体育館面積：1073m2

## 歴史
1965年（昭和40年）4月1日、市立川岡中学校、市立円座中学校、市立檀紙中学校を統合し開校した。この3中学校は9年前の1956年（昭和31年）9月30日に高松市に合併した旧川岡村、旧円座村、旧檀紙村の旧村立中学校で、3村の高松市への合併を機に統合が検討された。

### 年表
- 1965年（昭和40年）4月1日 - 開校。ただしこの時点で現在地に校舎が建設されなかったため実質的な統合はされておらず、旧3中学校をそれぞれ川岡教場、円座教場、檀紙教場とした。
- 1966年（昭和41年）4月 - 現校舎の一部が供用開始し、完全統合。3教場を廃止。
- 1967年（昭和42年）10月 - 校歌制定。
- 1972年（昭和47年）3月 - プール竣工。
- 1999年（平成11年）10月 - プール全面改修工事竣工。
- 2004年（平成16年）4月1日 - 高松市立小中学校全校で3学期制を廃して2学期制を導入。
- 2011年（平成23年）9月29日 - 校舎のガラス20枚が棒や投石などにより割られる事件が発生。高松南警察署が器物損壊罪として捜査[2]。
- 2021年（令和3年）1月 - 校舎改築着工[3]。
- 2022年（令和4年）9月 - 新校舎完成、供用開始。
- 2024年（令和6年）1月 - 旧校舎解体、駐輪場改築等が完了。

### 全校生徒数の推移
香東中学校の生徒数は2005年までは年々減少していたが、2006年からは増加傾向にある。
- 1999年度：769人
- 2000年度：708人（-61人）
- 2001年度：687人（-21人）
- 2002年度：629人（-58人）
- 2003年度：612人（-17人）
- 2004年度：583人（-29人）
- 2005年度：562人（-21人）
- 2006年度：570人（+8人）
- 2007年度：591人（+21人）
- 2008年度：584人（-7人）
- 2009年度：584人（0人）
- 2010年度：604人（+20人）

## 教育目標
- 将来の夢や目標に向かってチャレンジする、心豊かでたくましい生徒の育成

生徒像
- 自主：自分で考え実行する生徒
- 健康：心身ともに健康でたくましい生徒
- 友愛：思いやりのある心豊かな生徒

## 通学区域
通学区域は高松市川岡地区、円座地区及び檀紙地区の全域並びに一宮地区及び鶴尾地区の各一部。
- 高松市
  - 岡本町
  - 川部町
  - 西山崎町
  - 円座町
  - 中間町
  - 檀紙町
  - 御厩町
  - 成合町1番地～444番地1、476番地、480番地1・2
  - 勅使町14番地
勅使町14番地、成合町444番地1、480番地1、2は旧市営田中団地で、2018年に用途廃止（2020年解体）されたため居住者はいない[6]。

## 進学前小学校
- 高松市立川岡小学校
- 高松市立円座小学校
- 高松市立檀紙小学校
- 高松市立鶴尾小学校 （全域が当中学校の校区であるが、他にも選択可能な中学校あり。）

## 校区内の主な施設
- 国道11号高松南バイパス（檀紙交差点以東がさぬき夢街道）
- 国道32号円座バイパス
ちなみに本校の前面道路は1990年まで国道32号だった（現香川県道282号高松琴平線）。
- 高松自動車道高松西IC、高松檀紙IC
- ことでん琴平線円座駅、岡本駅
- 高松市役所川岡出張所、円座出張所、檀紙出張所
- フジ高松事務所（旧マルナカ本部→旧マックスバリュ西日本香川事務所）
- かわなべスポーツセンター
- 円座コミュニティセンター

## 交通
- ことでん琴平線円座駅より徒歩26分（1.4km）
- ことでんバス由佐・岩崎・池西線 香東中学前バス停より徒歩1分（小学校正門前）

## 著名な出身者
- 植松恵美子（元民主党参議院議員）
- 小川淳也（立憲民主党衆議院議員）
- 坂東拓（元バスケットボール選手）